# Флери лез Обре
Флери лез Обре (фр. Fleury-les-Aubrais) град је у Француској, у департману Лоара.
По подацима из 1999. године број становника у месту је био 20.690.

## Демографија
| 1962.  | 1968.  | 1975.  | 1982.  | 1990.  | 1999.  | 2011.  |
| ------ | ------ | ------ | ------ | ------ | ------ | ------ |
| 10.756 | 13.180 | 16.842 | 19.758 | 20.673 | 20.690 | 21.132 |

## Партнерски градови
- Формија
- Грачаница